# 기계중학교 상옥분교
기계중학교 상옥분교(杞溪中學校 上玉分校)은 경상북도 포항시 북구 죽장면 상옥리에 있었던 공립 중학교이다.

## 학교 연혁
- 1972년 1월 20일 : 기북중학교 상옥분교장 6학급 설립 인가
- 1972년 2월 10일 : 초대 황광득 교장 취임
- 1972년 3월 2일 : 제1회 입학식 거행 (62명)
- 1975년 1월 16일 : 제1회 졸업식 거행(59명)
- 1981년 11월 21일 : 교사(校舍) 완공(8개 교실)
- 1999년 3월 1일 : 기북중상옥분교장에서 기계중상옥분교장으로 변경 인가
- 2006년 3월 1일 : 경상북도교육청 지정 학교혁신 연구학교 운영
- 2019년 3월 4일 : 2019학년도 입학식(1명)
- 2020년 2월 7일 : 제45회 졸업식(2명, 총 졸업생 수 1,159명)
- 2020년 9월 1일 : 제27대 엄기복 교장 취임
- 2021년 2월 28일 : 49년만에 폐교[1]

## 참고 자료
- 기계중학교 상옥분교 - 한국교육학술정보원 학교알리미